# Sandra Petrignani
Sandra Petrignani (née à Plaisance le 9 juillet 1952) est une journaliste et écrivaine italienne.

## Biographie
Sandra Petrignani est née à Plaisance en 1952. Elle a obtenu un diplôme de littérature de l'Université de Rome et a travaillé comme journaliste, devenant en 1987 rédactrice en chef de Il Messaggero. La même année, elle remporte le prix Elsa Morante pour son roman Navigazioni di Circe. En 1989, elle devient rédactrice en chef de Panorama. Sa collection de nouvelles Poche storie est finaliste du prix Viareggio en 1993. La scrittrice abita qui, publiée en 2002, est finaliste du prix Strega.

## Œuvres choisies
- Il catalogo dei giocattoli (1988), nouvelles
- Come cadono i fulmini (1991), roman
- Vecchi (1994), nouvelles
- Ultima India (1996), récit de voyage
- Come fratello e sorella (1998), roman
- Dopo cena (1999), scénario radio
- Care presenze (2004), roman[1]